# Alibernet

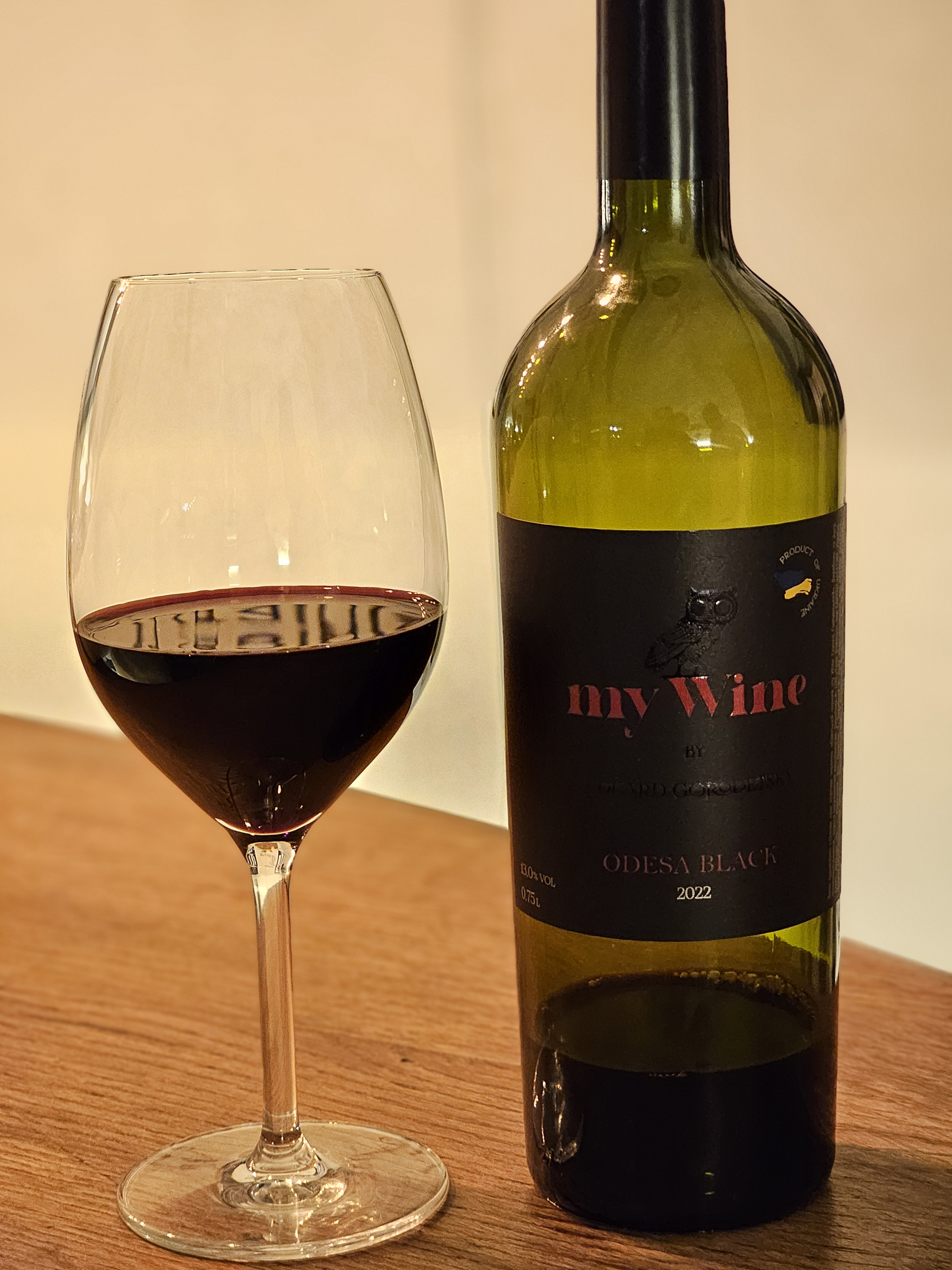
Vin de Alibernet

Alibernet sau Odeski Ciornîi (în ucraineană Одеський чорний, transliterat: Odeskîi ciornîi) este un soi de struguri roșii pentru vin. Soiul a fost selecŧionat în 1950 la Odesa în Ucraina la Ukrainskii Nauchno-Issledovadelskii Institut Vinogradarstva i Vinodeliya (stație de cercetare în domeniul viticulturii și vinificației). Alibernet este rezultatul încrucișării soiurilor franceze Alicante Bouschet și Cabernet Sauvignon. Are o rezistență bună la bolile fungice, cum ar fi oidium⁠(d) și mildiu⁠(d) și are o bună rezistență la ger. În afară de regiunile ucrainene Odesa și Mîkolaiv, soiul este cultivat și în Ungaria, Republica Cehă și Slovacia. Este folosit în primul rând pentru cupaje, în care aduce culoarea intensă moștenită de la Alicante Bouschet, precum și aroma fină de Cabernet, dar și pentru prepararea vinurilor monosoi. Soiul a fost folosit pentru crearea în Cehia a noilor soiuri Neronet și Rubinet.
Alibernet este un soi de viță de vie nobilă (Vitis vinifera).